# Liodessus luteopictus
Liodessus luteopictus är en skalbaggsart som först beskrevs av Régimbart 1897.  Liodessus luteopictus ingår i släktet Liodessus och familjen dykare. Inga underarter finns listade i Catalogue of Life.